# Liste der Landschaftsschutzgebiete im Landkreis Diepholz
Die Liste der Landschaftsschutzgebiete im Landkreis Diepholz enthält die Landschaftsschutzgebiete des Landkreises Diepholz in Niedersachsen.
| Bild                                              | Nummer       | Bezeichnung des Gebietes                                         | Fläche in Hektar | WDPA-ID   | Koordinaten | Datum der Verordnung |
| ------------------------------------------------- | ------------ | ---------------------------------------------------------------- | ---------------- | --------- | ----------- | -------------------- |
| Sprekelsmeer                                      | LSG DH 00001 | Sprekelsmeer                                                     | 4,50             | 324739    | Position    | 1968                 |
|                                                   | LSG DH 00003 | Kellenberg                                                       | 1084,00          | 322081    | Position    | 1966                 |
|                                                   | LSG DH 00008 | Ostermoor - Felstehausener Schanzen                              | 200,00           | 323571    | Position    | 1971                 |
|                                                   | LSG DH 00009 | Barnstorfer Huntetal                                             | 1475,80          | 319793    | Position    | 1967                 |
| Stemweder Berg 1                                  | LSG DH 00010 | Stemweder Berg                                                   | 717,90           | 324839    | Position    | 1971                 |
|                                                   | LSG DH 00011 | Wegenholz                                                        | 96,00            | 325680    | Position    | 1965                 |
|                                                   | LSG DH 00012 | Böhrde / Hohes Moor                                              | 635,00           | 320018    | Position    | 1966                 |
| Der Dümmer am Windsurfer-Einstieg in Hüde         | LSG DH 00014 | Dümmer                                                           | 1169,70          | 320463    | Position    | 1981                 |
|                                                   | LSG DH 00015 | Maaser Höpen                                                     | 40,00            | 322873    | Position    | 1967                 |
| Sette                                             | LSG DH 00017 | Die Sette                                                        | 106,00           | 320353    | Position    | 1967                 |
|                                                   | LSG DH 00018 | Bauerbruch                                                       | 230,00           | 319801    | Position    | 1967                 |
| Diepholzer Moor 1                                 | LSG DH 00019 | Diepholzer Moor                                                  | 26,00            | 320361    | Position    | 1968                 |
| Großes Meer (Landkreis Diepholz)                  | LSG DH 00020 | Umgebung des Großen Meeres                                       | 90,00            | 325287    | Position    | 1968                 |
|                                                   | LSG DH 00021 | Oberwald                                                         | 574,50           | 323422    | Position    | 1968                 |
|                                                   | LSG DH 00022 | Kuhbachtal                                                       | 256,00           | 322353    | Position    | 1968                 |
|                                                   | LSG DH 00023 | Schwafördener Wald                                               | 100,00           | 324473    | Position    | 1968                 |
|                                                   | LSG DH 00024 | Eitzer Sunder                                                    | 30,00            | 320581    | Position    | 1968                 |
|                                                   | LSG DH 00025 | Dickeler Sand                                                    | 1315,00          | 320335    | Position    | 1968                 |
|                                                   | LSG DH 00026 | Urloge                                                           | 930,00           | 325372    | Position    | 1968                 |
|                                                   | LSG DH 00027 | Sünder                                                           | 440,00           | 324955    | Position    | 1968                 |
|                                                   | LSG DH 00028 | Varrel, Neue Horst, Dankelshorst und Hahnhorst                   | 770,00           | 325383    | Position    | 1968                 |
|                                                   | LSG DH 00029 | Totenbruchsmoor                                                  | 37,30            | 325203    | Position    | 1968                 |
|                                                   | LSG DH 00030 | Klausheide                                                       | 166,10           | 322158    | Position    | 1968                 |
|                                                   | LSG DH 00031 | Papenhuser Sunder und Wiethoop                                   | 374,00           | 323613    | Position    | 1968                 |
|                                                   | LSG DH 00032 | Bockstedter Moor                                                 | 430,00           | 319995    | Position    | 1968                 |
| Aschener Moor                                     | LSG DH 00033 | Aschener und Heeder Moor und Hoher Sühn                          | 635,00           | 319673    | Position    | 1968                 |
|                                                   | LSG DH 00034 | Falkenhardt und Hengemühle                                       | 70,00            | 320739    | Position    | 1968                 |
| Großes Renzeler Moor                              | LSG DH 00035 | Großes Renzeler Moor und Schwarzes Moor                          | 1538,50          | 321204    | Position    | 1969                 |
| Kleine Aue                                        | LSG DH 00036 | Kleine Aue                                                       | 1522,30          | 322171    | Position    | 1969                 |
| Nördliches Wietingsmoor im LK Diepholz IMG 4052   | LSG DH 00037 | Nördliches Wietingsmoor                                          | 688,30           | 323277    | Position    | 1969                 |
|                                                   | LSG DH 00038 | Thielmannshorst, Lembrucher Torfmoor, Brockumer und Stemmer Moor | 406,00           | 325158    | Position    | 1969                 |
|                                                   | LSG DH 00039 | Mühlenbach - Wedehorner Holz                                     | 671,10           | 323080    | Position    | 1969                 |
|                                                   | LSG DH 00040 | Weddigeloh                                                       | 248,60           | 325678    | Position    | 1969                 |
|                                                   | LSG DH 00041 | Osterheide                                                       | 95,00            | 323564    | Position    | 1965                 |
|                                                   | LSG DH 00042 | Wetscher Fladder und Vossen Neufeld                              | 1136,50          | 325847    | Position    | 1970                 |
|                                                   | LSG DH 00043 | Wackelberge und angrenzende Landschaftsteile                     | 140,00           | 325492    | Position    | 1970                 |
|                                                   | LSG DH 00044 | Sulinger Moor und Maasener Moor                                  | 443,20           | 324948    | Position    | 1970                 |
|                                                   | LSG DH 00045 | Scharrel und Bargeloh                                            | 125,00           | 324119    | Position    | 1970                 |
|                                                   | LSG DH 00046 | Ochsenbruch                                                      | 59,60            | 323431    | Position    | 1971                 |
|                                                   | LSG DH 00047 | Langer Berg                                                      | 740,00           | 322513    | Position    | 1972                 |
|                                                   | LSG DH 00048 | Südliches Kuhbachtal, Bobrink und Groß Lessener Moor             | 1480,00          | 324919    | Position    | 1972                 |
|                                                   | LSG DH 00049 | Böttcher Moor                                                    | 5,00             | 320044    | Position    | 1938                 |
| Der See im August 2015                            | LSG DH 00050 | Kirchweyher See                                                  | 160,00           | 322150    | Position    | 1975                 |
|                                                   | LSG DH 00051 | Ristedter Ölpott                                                 | 7,00             | 323904    | Position    | 1939                 |
|                                                   | LSG DH 00052 | Siekholz                                                         | 14,00            | 324565    | Position    | 1939                 |
|                                                   | LSG DH 00053 | Vorwerk Syke                                                     | 2,00             | 325468    | Position    | 1948                 |
|                                                   | LSG DH 00054 | Leerßer Schlatt                                                  | 2,00             |           | Position    | 1950                 |
|                                                   | LSG DH 00056 | Friedeholz                                                       | 425,00           | 320891    | Position    | 1960                 |
|                                                   | LSG DH 00057 | Streitheide                                                      | 32,00            | 324880    | Position    | 1964                 |
|                                                   | LSG DH 00058 | Die Gesseler Spreeken                                            | 30,00            | 320343    | Position    | 1964                 |
|                                                   | LSG DH 00059 | Westermark                                                       | 701,50           | 325821    | Position    | 1964                 |
|                                                   | LSG DH 00060 | Hombach - Finkenbach - Klosterbach                               | 2302,00          | 321748    | Position    | 1967                 |
|                                                   | LSG DH 00061 | Blankes Schlatt und Kleines Schlatt                              | 7,00             | 319965    | Position    | 1969                 |
|                                                   | LSG DH 00062 | Kirchhof Stuhr                                                   | 0,50             | 322142    | Position    | 1950                 |
|                                                   | LSG DH 00063 | Freidorf                                                         | 269,00           | 320870    | Position    | 1971                 |
|                                                   | LSG DH 00064 | Dehmse                                                           | 771,00           | 320295    | Position    | 1970                 |
|                                                   | LSG DH 00065 | Rutental                                                         | 297,00           | 324057    | Position    | 1974                 |
|                                                   | LSG DH 00066 | Korbinsel                                                        | 67,00            | 322281    | Position    | 1977                 |
|                                                   | LSG DH 00067 | Herrenhassel - Harbergerheide                                    | 417,00           | 321572    | Position    | 1971                 |
|                                                   | LSG DH 00069 | Wilshauser Moor                                                  | 30,00            | 325898    | Position    | 1950                 |
|                                                   | LSG DH 00070 | Huntetal                                                         | 420,00           | 321852    | Position    | 1971                 |
|                                                   | LSG DH 00071 | Harpstedter Geest I                                              | 206,00           | 321391    | Position    | 1973                 |
| Hinweistafel im LSG Dünsener Bach - Steller Heide | LSG DH 00072 | Dünsener Bach - Steller Heide                                    | 335,00           | 320474    | Position    | 1972                 |
|                                                   | LSG DH 00073 | Hachetal I                                                       | 8,60             | 321294    | Position    | 1990                 |
|                                                   | LSG DH 00074 | Rote Riede                                                       | 270,00           | 323970    | Position    | 1992                 |
| Klosterbach (Varreler Bäke)                       | LSG DH 00075 | Klosterbach                                                      | 338,00           | 322206    | Position    | 1995                 |
|                                                   | LSG DH 00076 | Kronsbruch bei Heiligenrode                                      | 156,00           | 322337    | Position    | 1995                 |
|                                                   | LSG DH 00077 | Hachetal II                                                      | 350,30           | 321295    | Position    | 1996                 |
|                                                   | LSG DH 00078 | Heiligenloher Beeke und angrenzende Bachniederungen              | 400,00           | 321515    | Position    | 1996                 |
|                                                   | LSG DH 00079 | Brinkumer Kronsbruch                                             | 176,00           | 320094    | Position    | 1996                 |
|                                                   | LSG DH 00080 | Schlatts in der Leerßer Moorheide                                | 160,00           | 555632916 | Position    | 2016                 |
|                                                   | LSG DH 00081 | Hache, Ochtum, Klosterbach/Varreler Bäke                         | 94,1             | 555632907 | Position    | 2016                 |
|                                                   | LSG DH 00082 | Steller Heide                                                    | 78               | 555518501 | Position    | 2017                 |
|                                                   | LSG DH 00083 | Wälder und Schlatts am alten Forstamt Erdmannshausen             | 133              | 555638515 | Position    | 2017                 |

- LSG DH 084 Libellen-Biotop Swinelake 20 ha FFH-Gebiets-Nr. 409
- LSG DH 085 Rathloser Gehäge119 ha FFH-Gebiets-Nr. 287
- LSG DH 086 Schlatts am Wietingsmoor 57 ha FFH-Gebiets-Nr. 286
- LSG DH 087 Neustädter Moor 508 ha FFH-Gebiets-Nr. 67
- LSG DH 088 Hespelohmoor, Holzhauser Bruch und Kulturlandschaft am Renzeler Moor
- LSG DH 089 Rehdener Geestmoor